# سونيا هارتنت
سونيا هارتنت (بالإنجليزية: Sonya Hartnett)‏ (23 فبراير 1968) ولدت في، ملبورن، فكتوريا، إستراليا. وهي كاتبة للأطفال، كاتِبة وروائية أسترالية. وقد تمت تسميتها «أفضل كاتبة أسترالية من جيلها». لمساهمتها المهنية في «أدب الأطفال والشباب بالمعنى الواسع»، فازت هارتنت بجائزة أستريد ليندغرين التذكارية من مجلس الفنون السويدي في عام 2008 ، وهي أكبر جائزة في أدب الأطفال.
تمت ترجمة كتب سونيا هارتنت إلى عدد من اللغات، بما في ذلك الدنماركية، الألمانية، السويدية، الإيطالية، الصينية. وقد فازت بالعديد من الجوائز، بما في ذلك جائزة الجارديان لأدب الأطفال في المملكة المتحدة لكتاب طفل الخميس في عام 2002 وجائزة كتاب كتاب مجلس الأطفال للعام الأصغر سنًا في عام 2005 عن كتاب الأطفال الحمار الفضي. كما فاز كتاب طفل الخميس بجائزة غارديان الخيالية للأطفال، ومثل العديد من الكتاب والفنانين الأستراليين، وجدت أن الاعتراف الدولي جلب الثناء في بلدها الذي تم رفضه سابقًا.